# Ортогональные многочлены

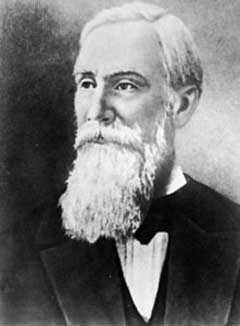
Пафнутий Львович Чебышёв

В математике последовательностью ортогональных многочленов называют бесконечную последовательность действительных многочленов
{\displaystyle p_{0}(x),\ p_{1}(x),\ p_{2}(x),\ \ldots },
где каждый многочлен {\displaystyle p_{n}(x)} имеет степень {\displaystyle n}, а также любые два различных многочлена этой последовательности ортогональны друг другу в смысле некоторого скалярного произведения, заданного в пространстве {\displaystyle L^{2}}.

Понятие ортогональных многочленов было введено в конце XIX в. в работах П. Л. Чебышёва по непрерывным дробям и позднее развито А. А. Марковым и Т. И. Стилтьесом и нашло различные применения во многих областях математики и физики.

## Определение

### Ортогональность с весом
Пусть {\displaystyle (a,b)} — промежуток на вещественной оси (конечный или бесконечный). Этот промежуток называется интервалом ортогональности. Пусть
{\displaystyle w:~(a,b)\to \mathbb {R} }
заданная непрерывная, строго положительная внутри промежутка {\displaystyle (a,b)} функция. Такая функция называется весовой или просто весом. Функция {\displaystyle w(x)} связана с пространством функций {\displaystyle L_{2}}, для которых сходится интеграл
{\displaystyle \int _{a}^{b}\left[f(x)\right]^{2}w(x)\;dx<\infty }.
В полученном пространстве можно ввести скалярное произведение по формуле
{\displaystyle \langle f,g\rangle =\int _{a}^{b}f(x)g(x)w(x)\;dx} для вещественных функций,
{\displaystyle \langle f,g\rangle =\int _{a}^{b}f(x){\overline {g(x)}}w(x)\;dx} для комплекснозначных функций.
Если скалярное произведение двух функций равно нулю {\displaystyle \langle f,g\rangle =0}, то такие функции называются ортогональными с весом {\displaystyle w(x)}. Как правило, среди ортогональных полиномов рассматриваются только вещественные функции.

### Классическая формулировка
Систему многочленов
{\displaystyle p_{0}(x),p_{1}(x),\cdots ,p_{n}(x),\cdots }
называют ортогональной, если
1. {\displaystyle p_{n}(x)} — многочлен степени {\displaystyle n},
2. {\displaystyle \langle p_{m},p_{n}\rangle =\delta _{mn}h_{n}}, где {\displaystyle \delta _{mn}} — символ Кронекера, {\displaystyle h_{n}} — нормировочный множитель.

Ортогональный базис называется ортонормированным, если все его элементы имеют единичную норму {\displaystyle ||p_{n}||=h_{n}=1}. Некоторые классические многочлены, представленные ниже, могут быть нормированы по какому-либо другому правилу. Для таких многочленов значения {\displaystyle h_{n}} отличаются от единицы и указаны в таблице внизу.

## Общие свойства последовательностей ортогональных многочленов

### Рекуррентные соотношения
Любые ортогональные полиномы удовлетворяют следующей рекуррентной формуле, связывающей три последовательных многочлена из системы:
{\displaystyle {p_{n+1}(x)\ =\ (A_{n}x+B_{n})\ p_{n}(x)\ -\ C_{n}\ p_{n-1}(x)},}
где 
{\displaystyle A_{n}={\frac {k_{n+1}}{k_{n}}},\quad B_{n}=A_{n}\left(r_{n+1}-r_{n}\right),\quad C_{n}={\frac {A_{n}h_{n}}{A_{n-1}h_{n-1}}},}
{\displaystyle r_{n}={\frac {k'_{n}}{k_{n}}},\quad h_{n}=\langle p_{n}(x),p_{n}(x)\rangle },
{\displaystyle k_{n}} и {\displaystyle k'_{n}} — коэффициенты при членах {\displaystyle x^{n}} и {\displaystyle x^{n-1}} в полиноме {\displaystyle p_{n}(x).}
Эта формула остаётся справедливой и для {\displaystyle n=0}, если положить {\displaystyle p_{-1}(x)=0}.
Докажем, что для любого n существуют такие коэффициенты a, b и c, что выполняется последнее рекуррентное соотношение.
- Выберем a так, чтобы коэффициент при {\displaystyle x^{n+1}} в многочлене {\displaystyle p_{n+1}(x)} занулялся:

{\displaystyle a\ x\ p_{n}(x)\ -\ p_{n+1}(x)} — многочлен n-й степени.
- Выберем b так, чтобы коэффициент при {\displaystyle x^{n}} в многочлене {\displaystyle p_{n+1}(x)} занулялся:

{\displaystyle (ax+b)\ p_{n}(x)\ -\ p_{n+1}(x)} — многочлен (n − 1)-й степени.
- Разложим многочлен в ряд (это возможно, так как система ортогональных многочленов полна):

{\displaystyle (ax+b)\ p_{n}(x)\ -\ p_{n+1}(x)\ =\ \sum _{i=0}^{n-1}{\lambda }_{i}p_{i}(x).}
- Полученное выражение умножим скалярно на {\displaystyle p_{j}(x)} степени {\displaystyle j\leq n-1}:

{\displaystyle a\ \langle x\ p_{n},p_{j}\rangle -b\ \langle p_{n},p_{j}\rangle \ =\ \sum _{i=0}^{n-1}{\lambda }_{i}\langle p_{i},p_{j}\rangle .}
Сократим выражение, используя ортогональность полиномов и перестановочное свойство скалярного произведения:
{\displaystyle a\ \langle p_{n},\ xp_{j}\rangle \ =\ {\lambda }_{j}\langle p_{j},\ p_{j}\rangle .}
- Если {\displaystyle j<n-1}, то многочлен {\displaystyle xp_{j}(x)} всё ещё имеет степень меньше n и ортогонален к {\displaystyle p_{n}(x)}. Следовательно, {\displaystyle \lambda _{j}=0} для {\displaystyle j<n-1}.

Таким образом, ненулевой коэффициент только для {\displaystyle j=n-1} и, положив {\displaystyle c=\lambda _{n-1}}, получаем искомое соотношение
{\displaystyle p_{n+1}(x)\ =\ (ax+b)\ p_{n}(x)\ -\ c\ p_{n-1}(x)}.

### ФормулаКристоффеля—Дарбу
{\displaystyle \sum _{k=0}^{n}{\frac {p_{k}(x)p_{k}(y)}{h_{k}}}={\frac {k_{n}}{k_{n+1}h_{n}}}{\frac {p_{n+1}(x)p_{n}(y)-p_{n+1}(y)p_{n}(x)}{x-y}}},
или при {\displaystyle y\to x}
{\displaystyle \sum _{k=0}^{n}h_{k}^{-1}\left[p_{k}(x)\right]^{2}={\frac {k_{n}}{k_{n+1}h_{n}}}\left[p'_{n+1}(x)p_{n}(x)-p_{n+1}(x)p'_{n}(x)\right].}

### Корни многочленов
Все корни многочлена {\displaystyle p_{n}(x)} являются простыми, вещественными и все расположены внутри интервала ортогональности {\displaystyle \left[a;b\right]}.
Предположим, что  {\displaystyle p_{n}(x)} внутри интервала ортогональности меняет знак лишь в {\displaystyle m<n} точках. Тогда существует многочлен {\displaystyle s_{m}(x)} степени {\displaystyle m}, такой, что {\displaystyle p_{n}(x)s_{m}(x)\geq 0}. С другой стороны, многочлен {\displaystyle s_{m}(x)} можно представить в виде линейной комбинации многочленов {\displaystyle p_{0}(x),p_{1}(x),\cdots ,p_{m}(x)}, а значит {\displaystyle s_{m}(x)} ортогонален {\displaystyle p_{n}(x)}, то есть {\displaystyle \langle p_{n}(x),s_{m}(x)\rangle =0}. Полученное противоречие и доказывает наше утверждение.
Между двумя последовательными корнями многочлена {\displaystyle p_{n}(x)} расположен в точности один корень многочлена {\displaystyle p_{n+1}(x)} и, по крайней мере, один корень многочлена {\displaystyle p_{m}(x)}, при {\displaystyle m>n}.

### Минимальность нормы
Каждый многочлен {\displaystyle p_{n}(x)} в ортогональной последовательности имеет минимальную норму среди всех многочленов {\displaystyle P_{n}(x)} такой же степени и с таким же первым коэффициентом.
Для данного n любой многочлен p(x) степени n с таким же первым коэффициентом может быть представлен как
{\displaystyle p(x)=p_{n}(x)+\sum _{i=0}^{n-1}{\alpha }_{i}\ p_{i}(x).}
Используя ортогональность, квадратная норма p(x) удовлетворяет
{\displaystyle ||p(x)||^{2}=\langle p(x),p(x)\rangle =||p_{n}(x)||^{2}+\sum _{i=0}^{n-1}{\alpha }_{i}^{2}||p_{i}(x)||^{2}\geq ||p_{n}(x)||^{2}.}
Так как нормы являются положительными, необходимо взять квадратные корни обеих сторон, и получится результат.

### Полнота системы
Система ортогональных многочленов {\displaystyle p_{i}(x)} является полной. Это значит, что любой многочлен {\displaystyle S(x)} степени n может быть представлен в виде ряда
{\displaystyle S(x)=\sum _{i=0}^{n}{\alpha }_{i}\ p_{i}(x)},
где {\displaystyle \alpha } — коэффициенты разложения.
Доказывается с помощью математической индукции. Выберем {\displaystyle \ {\alpha }_{n}} так, чтобы {\displaystyle \ S(x)-{\alpha }_{n}P_{n}(x)}
был многочленом степени меньше {\displaystyle n}. Далее по индукции.

## Дифференциальные уравнения, приводящие к ортогональным многочленам
Очень важный класс ортогональных многочленов возникает при решении дифференциального уравнения следующего вида:
{\displaystyle {Q(x)}\,f''+{L(x)}\,f'+{\lambda }f=0,}
где {\displaystyle Q(x)} и {\displaystyle L(x)} — заданные многочлены второго и первого порядка, соответственно, а {\displaystyle f(x)} и {\displaystyle \lambda } — неизвестные функция и коэффициент. Это уравнение называется задачей Штурма — Лиувилля и может быть переписано в его более стандартной форме
{\displaystyle (R(x)y')'+W(x)\,\lambda \,y=0,}
где {\displaystyle R(x)=e^{\int {\frac {L(x)}{Q(x)}}\,dx},\,W(x)={\frac {R(x)}{Q(x)}}.} Решение этого уравнения приводит к множеству собственных чисел {\displaystyle {\lambda }_{0},{\lambda }_{1},{\lambda }_{2},\dots } и множеству собственных функций {\displaystyle P_{0},P_{1},P_{2},\dots }, обладающих следующими свойствами:
- {\displaystyle P_{n}(x)} — полином степени n, зависящий от {\displaystyle {\lambda }_{n}};
- последовательность {\displaystyle P_{0},P_{1},P_{2},\dots } ортогональна с весовой функцией {\displaystyle W(x)};
- промежуток ортогональности зависит от корней многочлена Q, причём корень L находится внутри промежутка ортогональности;
- Числа {\displaystyle \lambda _{n}} и полиномы {\displaystyle P_{n}(x)} могут быть получены из формул

{\displaystyle {\lambda }_{n}=-n\left({\frac {n-1}{2}}Q''+L'\right),}
{\displaystyle P_{n}(x)={\frac {1}{e_{n}\,W(x)}}\ {\frac {d^{n}}{dx^{n}}}\left(W(x)[Q(x)]^{n}\right)} формула Родрига.
Дифференциальное уравнение имеет нетривиальные решения только при выполнении одного из следующих условий. Во всех этих случаях при изменении масштаба или/и сдвига области определения и выбора способа нормировки многочлены решения сводятся к ограниченному набору классов, которые называются классическими ортогональными полиномами
1. Якобиподобные многочлены
Q — многочлен второго порядка, L — первого. Корни Q различны и действительны, корень L лежит строго между корнями Q. Первые коэффициенты Q и L имеют один знак. При помощи линейного преобразования уравнение сводится к {\displaystyle Q(x)=1-x^{2}} с интервалом ортогональности {\displaystyle [-1,1]}. Решениями являются многочлены Якоби {\displaystyle P_{n}^{(\alpha ,\beta )}(x)} или их частные случаи многочлены Гегенбауэра {\displaystyle C_{n}^{(\alpha )}(x)}, Лежандра {\displaystyle P_{n}(x)} или Чебышёва обоих типов {\displaystyle T_{n}(x)}, {\displaystyle U_{n}(x)}.
2. Лагерроподобные многочлены
Q и L — многочлены первого порядка. Корни Q и L различны. Первые коэффициенты Q и L имеют один знак, если корень L меньше корня Q и наоборот. Сводится к {\displaystyle Q(x)=x} и интервалу ортогональности {\displaystyle [0,\infty )}. Решениями являются обобщённые многочлены Лагерра {\displaystyle L_{n}^{(\alpha )}(x)} или их частному случаю многочленам Лагерра {\displaystyle L_{n}(x)}.
3. Эрмитоподобные многочлены
Q — ненулевая константа, L — многочлен первого порядка. Первые коэффициенты Q и L имеют противоположный знак. Сводится к {\displaystyle Q(x)=1} и интервалу ортогональности {\displaystyle (-\infty ,\infty )}. Решениями являются многочлены Эрмита {\displaystyle H_{n}(x)}.

## Производные ортогональных полиномов
Обозначим {\displaystyle P_{n}^{m}(x)} как m-ю производную полинома {\displaystyle P_{n}(x)}. Производная {\displaystyle P_{n}^{m}(x)} является полиномом степени {\displaystyle n-m} и обладает следующими свойствами:
- ортогональность

Для заданного m последовательность полиномов {\displaystyle P_{m}^{m},P_{m+1}^{m},P_{m+2}^{m},\dots } ортогональна с весовой функцией {\displaystyle W(x)[Q(x)]^{m}}.
- формула Родрига

{\displaystyle P_{n}^{m}={\frac {1}{e_{n}W(x)[Q(x)]^{m}}}\ {\frac {d^{n-m}}{dx^{n-m}}}\left(W(x)[Q(x)]^{m}\right).}
- дифференциальное уравнение

{\displaystyle {Q(x)}\,y''+(m\,Q'(x)+L(x))\,y'+[{\lambda }_{n}-{\lambda }_{m}]\ y=0}, где {\displaystyle y(x)=P_{n}^{m}(x).}
- дифференциальное уравнение второго вида

{\displaystyle (R(x)[Q(x)]^{m}\ y')'+[\lambda _{n}-\lambda _{m}]W(x)[Q(x)]^{m}\ y=0}, где {\displaystyle y(x)=P_{n}^{m}(x).}
- рекуррентные соотношения (для удобства у коэффициентов a, b и c опущены индексы n и m)

{\displaystyle P_{n}^{m}(x)=aP_{n+1}^{m+1}(x)+bP_{n}^{m+1}(x)+cP_{n-1}^{m+1}(x),}
{\displaystyle P_{n}^{m}(x)=(ax+b)P_{n}^{m+1}(x)+cP_{n-1}^{m+1}(x),}
{\displaystyle Q(x)P_{n}^{m+1}(x)=(ax+b)P_{n}^{m}(x)+cP_{n-1}^{m}(x).}

## Классические ортогональные многочлены
Классические ортогональные полиномы, которые происходят из дифференциального уравнения, описанного выше, имеют много важных приложений в таких областях как: математическая физика, численные методы, и многие другие. Ниже приводятся их определения и основные свойства.

### Многочлены Якоби
Многочлены Якоби обозначаются {\displaystyle P_{n}^{(\alpha ,\beta )}(x)}, где параметры {\displaystyle \alpha } и {\displaystyle \beta } вещественные числа больше −1.
Если {\displaystyle \alpha } и {\displaystyle \beta } не равны, полиномы перестают быть симметричными относительно точки {\displaystyle x=0}.
- Весовая функция {\displaystyle W(x)=(1-x)^{\alpha }(1+x)^{\beta }} на промежутке ортогональности {\displaystyle [-1,1]}

- Дифференциальные уравнения

{\displaystyle (1-x^{2})\,y''+(\beta -\alpha -[\alpha +\beta +2]\,x)\,y'+{\lambda }\,y=0}
- Собственные числа

{\displaystyle \lambda _{n}=n(n+1+\alpha +\beta )}
- Рекуррентная формула

{\displaystyle P_{n+1}(x)=(A_{n}\,x+B_{n})\,P_{n}(x)-C_{n}\,P_{n-1}(x),}
где
{\displaystyle A_{n}={\frac {(2n+1+\alpha +\beta )(2n+2+\alpha +\beta )}{2(n+1)(n+1+\alpha +\beta )}},}
{\displaystyle B_{n}={\frac {({\alpha }^{2}-{\beta }^{2})(2n+1+\alpha +\beta )}{2(n+1)(2n+\alpha +\beta )(n+1+\alpha +\beta )}},}
{\displaystyle C_{n}={\frac {(n+\alpha )(n+\beta )(2n+2+\alpha +\beta )}{(n+1)(n+1+\alpha +\beta )(2n+\alpha +\beta )}}}
- Нормировка

{\displaystyle P_{n}^{(\alpha ,\beta )}(1)={\frac {\Gamma (n+1+\alpha )}{n!\,\Gamma (1+\alpha )}},\qquad h_{n}={\frac {2^{\alpha +\beta +1}\,\Gamma (n\!+\!\alpha \!+\!1)\,\Gamma (n\!+\!\beta \!+\!1)}{n!(2n\!+\!\alpha \!+\!\beta \!+\!1)\Gamma (n\!+\!\alpha \!+\!\beta \!+\!1)}},\qquad k_{n}={\frac {\Gamma (2n+1+\alpha +\beta )}{n!\,2^{n}\,\Gamma (n+1+\alpha +\beta )}},\qquad e_{n}=(-2)^{n}\,n!}

### Многочлены Гегенбауэра
Многочлены Гегенбауэра обозначаются {\displaystyle C_{n}^{(\alpha )}(x)}, где параметр {\displaystyle \alpha } — вещественное число больше −1/2. Он выводится из многочленов Якоби для равных параметров {\displaystyle \alpha } и {\displaystyle \beta }
{\displaystyle C_{n}^{(\alpha )}(x)={\frac {\Gamma (2\alpha \!+\!n)\,\Gamma (\alpha \!+\!1/2)}{\Gamma (2\alpha )\,\Gamma (\alpha \!+\!n\!+\!1/2)}}\!\ P_{n}^{(\alpha -1/2,\alpha -1/2)}.}
Остальные якобиподобные многочлены являются частным случаем полиномов Гегенбауэра с выбранным параметром {\displaystyle \alpha } и соответствующей нормализацией.
- Весовая функция {\displaystyle W(x)=(1-x^{2})^{\alpha -1/2}} на промежутке ортогональности {\displaystyle [-1,1].}

- Дифференциальные уравнения

{\displaystyle (1-x^{2})\,y''-(2\alpha +1)\,x\,\,y'+{\lambda }\,y=0.}
- Собственные числа

{\displaystyle \lambda _{n}=n(n+2\alpha ).}
- Рекуррентная формула

{\displaystyle (n+1)\,C_{n+1}^{(\alpha )}(x)=2(n+\alpha )x\,C_{n}^{(\alpha )}(x)-(n+2\alpha -1)\,C_{n-1}^{(\alpha )}(x).}
- Нормировка

{\displaystyle C_{n}^{(\alpha )}(1)={\frac {\Gamma (n+2\alpha )}{n!\,\Gamma (2\alpha )}}} если {\displaystyle \alpha \neq 0,\qquad } {\displaystyle h_{n}={\frac {\pi \,2^{1-2\alpha }\Gamma (n+2\alpha )}{n!(n+\alpha )(\Gamma (\alpha ))^{2}}},\qquad k_{n}={\frac {\Gamma (2n+2\alpha )\Gamma ({\frac {1}{2}}+\alpha )}{n!\,2^{n}\,\Gamma (2\alpha )\Gamma (n+{\frac {1}{2}}+\alpha )}},\qquad e_{n}={\frac {(-2)^{n}\,n!\,\Gamma (2\alpha )\,\Gamma (n+{\frac {1}{2}}+\alpha )}{\Gamma (n+2\alpha )\Gamma (\alpha +{\frac {1}{2}})}}.}
- Прочие свойства

{\displaystyle C_{n}^{(\alpha +1)}(x)={\frac {1}{2\alpha }}\!\ {\frac {d}{dx}}C_{n+1}^{(\alpha )}(x).}

### Многочлены Лежандра
Многочлены Лежандра обозначаются {\displaystyle P_{n}(x)} и являются частным случаем многочленов Гегенбауэра с параметром {\displaystyle \alpha =1/2:}
{\displaystyle P_{n}(x)=C_{n}^{(1/2)}(x).}
- Весовая функция {\displaystyle W(x)=1} на промежутке ортогональности {\displaystyle [-1,1].}

- Дифференциальные уравнения

{\displaystyle (1-x^{2})\,y''-2x\,y'+{\lambda }\,y=0,\qquad ([1-x^{2}]\,y')'+\lambda \,y=0.}
- Собственные числа

{\displaystyle \lambda _{n}=n(n+1).}
- Рекуррентная формула

{\displaystyle (n+1)\,P_{n+1}(x)=(2n+1)x\,P_{n}(x)-n\,P_{n-1}(x).}
- Нормировка

{\displaystyle P_{n}(1)=1,\qquad h_{n}={\frac {2}{2n+1}},\qquad k_{n}={\frac {(2n)!}{2^{n}\,(n!)^{2}}},\qquad e_{n}=(-2)^{n}\,n!.}
- Первые несколько многочленов

{\displaystyle P_{0}(x)=1;}
{\displaystyle P_{1}(x)=x;}
{\displaystyle P_{2}(x)=(3x^{2}-1)/2;}
{\displaystyle P_{3}(x)=(5x^{3}-3x)/2;}
{\displaystyle P_{4}(x)=(35x^{4}-30x^{2}+3)/8.}

### Многочлены Чебышёва
Многочлен Чебышёва {\displaystyle T_{n}(x)} часто используется для аппроксимации функций как многочлен степени {\displaystyle n}, который меньше всего отклоняется от нуля на интервале {\displaystyle [-1,1]:}
{\displaystyle T_{n}(x)=\cos(n\,\arccos x).}
Является частным случаем нормированного многочлена Гегенбауэра для параметра {\displaystyle \alpha \to 0:}
{\displaystyle T_{n}(x)=\lim _{\alpha \to 0}n\,\Gamma (\alpha )\,C_{n}^{(\alpha )}.}
- Весовая функция {\displaystyle W(x)=(1-x^{2})^{-1/2}} на промежутке ортогональности {\displaystyle [-1,1].}

- Дифференциальное уравнение

{\displaystyle (1-x^{2})\,y''-x\,y'+{\lambda }\,y=0.}
- Собственные числа

{\displaystyle \lambda _{n}=n^{2}.}
- Рекуррентная формула

{\displaystyle T_{n+1}(x)=2x\,T_{n}(x)-T_{n-1}(x).}
- Нормировка

{\displaystyle T_{n}(1)=1,\qquad h_{n}=\left\{{\begin{matrix}\pi &:~n=0\\\pi /2&:~n\neq 0\end{matrix}}\right.,\qquad k_{n}=2^{n-1},\qquad e_{n}=(-2)^{n}\,{\frac {\Gamma (n+1/2)}{\sqrt {\pi }}}.}
Многочлен Чебышёва второго рода {\displaystyle U_{n}(x)} характеризуется как многочлен, интеграл от абсолютной величины которого на интервале {\displaystyle [-1,+1]} меньше всего отклоняется от нуля
{\displaystyle U_{n}={\frac {1}{n+1}}\,T_{n+1}'.}
- Весовая функция {\displaystyle W(x)=(1-x^{2})^{1/2}} на промежутке ортогональности {\displaystyle [-1,1].}
- Дифференциальное уравнение

{\displaystyle (1-x^{2})\,y''-3x\,y'+{\lambda }\,y=0.}
- Нормировка

{\displaystyle U_{n}(1)=n+1,\qquad h_{n}=\pi /2,\qquad k_{n}=2^{n},\qquad e_{n}=2(-2)^{n}\,{\frac {\Gamma (n+3/2)}{(n+1)\,{\sqrt {\pi }}}}.}

### Многочлены Лагерра
Ассоциированные или обобщённые многочлены Лагерра обозначаются {\displaystyle L_{n}^{(\alpha )}(x)}, где параметр {\displaystyle \alpha } — вещественное число больше -1. Для {\displaystyle \alpha =0} обобщённые многочлены сводятся к обычным многочленам Лагерра
{\displaystyle L_{n}(x)=L_{n}^{(0)}(x).}
- Весовая функция {\displaystyle W(x)=x^{\alpha }e^{-x}} на промежутке ортогональности {\displaystyle [0,\infty ).}

- Дифференциальные уравнения

{\displaystyle x\,y''+(\alpha +1-x)\,y'+{\lambda }\,y=0\,\qquad (x^{\alpha +1}\,e^{-x}\,y')'+{\lambda }\,x^{\alpha }\,e^{-x}\,y=0.}
- Собственные числа

{\displaystyle \lambda _{n}=n.}
- Рекуррентная формула

{\displaystyle (n+1)\,L_{n+1}^{(\alpha )}(x)=(2n+1+\alpha -x)\,L_{n}^{(\alpha )}(x)-(n+\alpha )\,L_{n-1}^{(\alpha )}(x).}
- Нормировка

{\displaystyle k_{n}={\frac {(-1)^{n}}{n!}},\qquad h_{n}={\frac {\Gamma (n+\alpha +1)}{n!}},\qquad e_{n}=n!.}
- Прочие свойства

{\displaystyle L_{n}^{(\alpha +1)}(x)=-{\frac {d}{dx}}L_{n+1}^{(\alpha )}(x).}

### Многочлены Эрмита
- Весовая функция {\displaystyle W(x)=e^{-x^{2}}} на промежутке ортогональности {\displaystyle [-\infty ,\infty ].}

- Дифференциальные уравнения

{\displaystyle y''-2xy'+{\lambda }\,y=0\,\qquad (e^{-x^{2}}\,y')'+e^{-x^{2}}\,\lambda \,y=0.}
- Собственные числа

{\displaystyle \lambda _{n}=2n.}
- Рекуррентная формула

{\displaystyle H_{n+1}(x)=2x\,H_{n}(x)-2n\,H_{n-1}(x).}
- Нормировка

{\displaystyle k_{n}=2^{n},\qquad h_{n}=2^{n}\,n!\,{\sqrt {\pi }},\qquad e_{n}=(-1)^{n}.}
- Первые несколько многочленов

{\displaystyle H_{0}(x)=1.}
{\displaystyle H_{1}(x)=2x.}
{\displaystyle H_{2}(x)=4x^{2}-2.}
{\displaystyle H_{3}(x)=8x^{3}-12x.}
{\displaystyle H_{4}(x)=16x^{4}-48x^{2}+12.}

## Построение ортогональных многочленов

### Процесс ортогонализации Грама — Шмидта
Система ортогональных многочленов {\displaystyle f_{1},f_{2},\ldots ,f_{k}} может быть построена путём применения процесса Грама — Шмидта к системе многочленов {\displaystyle g_{k}(x)=x^{k}} следующим образом. Определим проектор как
{\displaystyle \mathrm {proj} _{f}\,(g)={\langle f,g\rangle  \over \langle f,f\rangle }f={\int _{x_{1}}^{x_{2}}f(x)g(x)W(x)\;dx \over \int _{x_{1}}^{x_{2}}(f(x))^{2}W(x)\;dx}f(x),}
тогда ортогональные полиномы последовательно вычисляются по схеме
{\displaystyle {\begin{aligned}f_{1}&=g_{1},\\f_{2}&=g_{2}-\mathrm {proj} _{f_{1}}\,(g_{2}),\\f_{3}&=g_{3}-\mathrm {proj} _{f_{1}}\,(g_{3})-\mathrm {proj} _{f_{2}}\,(g_{3}),\\&{}\ \ \vdots \\f_{k}&=g_{k}-\sum _{j=1}^{k-1}\mathrm {proj} _{f_{j}}\,(g_{k}).\end{aligned}}}
Данный алгоритм относится к численно неустойчивым алгоритмам. При вычислении коэффициентов разложения ошибки округления и погрешности численного интегрирования накапливаются с увеличением номера полинома.

### По моментам весовой функции
Весовая функция {\displaystyle w(x)}, заданная на промежутке {\displaystyle \left[a;b\right]}, однозначно определяет систему ортогональных многочленов {\displaystyle \{p_{n}(x)\}_{n=0}^{\infty }} с точностью до постоянного множителя. Обозначим через числа
{\displaystyle \mu _{n}=\int _{a}^{b}{w(x)x^{n}dx}}
моменты весовой функции, тогда многочлен {\displaystyle p_{n}(x)} может быть представлен в виде:
{\displaystyle p_{n}(x)=\det \left[{\begin{matrix}\mu _{0}&\mu _{1}&\mu _{2}&\cdots &\mu _{n}\\\mu _{1}&\mu _{2}&\mu _{3}&\cdots &\mu _{n+1}\\\mu _{2}&\mu _{3}&\mu _{4}&\cdots &\mu _{n+2}\\\vdots &\vdots &\vdots &&\vdots \\\mu _{n-1}&\mu _{n}&\mu _{n+1}&\cdots &\mu _{2n-1}\\1&x&x^{2}&\cdots &x^{n}\end{matrix}}\right]}.
Сложность вычисления ортогональных полиномов определяется сложностью вычисления определителя матрицы. Существующие алгоритмические реализации вычисления требуют минимум {\displaystyle O(n^{3})} операций.
Докажем, что заданный таким образом многочлен {\displaystyle p_{n}(x)} ортогонален всем многочленам степени меньше n. Рассмотрим скалярное произведение {\displaystyle p_{n}(x)} на {\displaystyle x^{k}} для {\displaystyle k<n}.
{\displaystyle {\begin{aligned}\int _{\mathbb {R} }x^{k}p_{n}(x)\,d\mu &{}=\int _{\mathbb {R} }x^{k}\det \left[{\begin{matrix}\mu _{0}&\mu _{1}&\mu _{2}&\cdots &\mu _{n}\\\mu _{1}&\mu _{2}&\mu _{3}&\cdots &\mu _{n+1}\\\mu _{2}&\mu _{3}&\mu _{4}&\cdots &\mu _{n+2}\\\vdots &\vdots &\vdots &&\vdots \\\mu _{n-1}&\mu _{n}&\mu _{n+1}&\cdots &\mu _{2n-1}\\1&x&x^{2}&\cdots &x^{n}\end{matrix}}\right]\,d\mu \\\\&{}=\int _{\mathbb {R} }\det \left[{\begin{matrix}\mu _{0}&\mu _{1}&\mu _{2}&\cdots &\mu _{n}\\\mu _{1}&\mu _{2}&\mu _{3}&\cdots &\mu _{n+1}\\\mu _{2}&\mu _{3}&\mu _{4}&\cdots &\mu _{n+2}\\\vdots &\vdots &\vdots &&\vdots \\\mu _{n-1}&\mu _{n}&\mu _{n+1}&\cdots &\mu _{2n-1}\\x^{k}&x^{k+1}&x^{k+2}&\cdots &x^{k+n}\end{matrix}}\right]\,d\mu \\\\&{}=\det \left[{\begin{matrix}\mu _{0}&\mu _{1}&\mu _{2}&\cdots &\mu _{n}\\\mu _{1}&\mu _{2}&\mu _{3}&\cdots &\mu _{n+1}\\\mu _{2}&\mu _{3}&\mu _{4}&\cdots &\mu _{n+2}\\\vdots &\vdots &\vdots &&\vdots \\\mu _{n-1}&\mu _{n}&\mu _{n+1}&\cdots &\mu _{2n-1}\\\displaystyle \int _{\mathbb {R} }x^{k}\,d\mu &\displaystyle \int _{\mathbb {R} }x^{k+1}\,d\mu &\displaystyle \int _{\mathbb {R} }x^{k+2}\,d\mu &\cdots &\displaystyle \int _{\mathbb {R} }x^{k+n}\,d\mu \end{matrix}}\right]\\\\&{}=\det \left[{\begin{matrix}\mu _{0}&\mu _{1}&\mu _{2}&\cdots &\mu _{n}\\\mu _{1}&\mu _{2}&\mu _{3}&\cdots &\mu _{n+1}\\\mu _{2}&\mu _{3}&\mu _{4}&\cdots &\mu _{n+2}\\\vdots &\vdots &\vdots &&\vdots \\\mu _{n-1}&\mu _{n}&\mu _{n+1}&\cdots &\mu _{2n-1}\\\mu _{k}&\mu _{k+1}&\mu _{k+2}&\cdots &\mu _{k+n}\end{matrix}}\right]\\\\&{}=0.\end{aligned}}}
Поскольку матрица имеет две совпадающие строки для {\displaystyle k<n}.

### По рекуррентным формулам
Если выбрать нормировку многочлена {\displaystyle p_{n}(x)} таким образом, что коэффициент {\displaystyle k_{n}} при главном члене равен единице, рекуррентное соотношение может быть переписано в следующем виде:
{\displaystyle {p_{n+1}(x)\ =\ (x-\alpha _{n})\ p_{n}(x)\ -\ \gamma _{n}\ p_{n-1}(x)},}
где
{\displaystyle \alpha _{n}={\frac {\langle xp_{n},p_{n}\rangle }{\langle p_{n},p_{n}\rangle }},\qquad \gamma _{n}={\frac {\langle xp_{n},p_{n-1}\rangle }{\langle p_{n-1},p_{n-1}\rangle }}.}

## Применение ортогональных многочленов
Ортогональные полиномы применяются для построения точных квадратурных формул
{\displaystyle \int \limits _{\Omega }f(x)w(x)dx\approx \sum \limits _{i=1}^{n}w_{i}f(x_{i}),}
где {\displaystyle x_{i}} и {\displaystyle w_{i}} являются узлами и весами квадратурной формулы. Квадратурная формула является точной для всех полиномов {\displaystyle f(x)} до степени {\displaystyle 2n-1} включительно. При этом узлы {\displaystyle x_{i}} есть корни n-го полинома из последовательности полиномов {\displaystyle p_{0}(x),p_{1}(x),...}, ортогональных с весовой функцией {\displaystyle w(x)}. Веса {\displaystyle w_{i}} вычисляются из формулы Кристоффеля — Дарбу.
Также многочлены Чебышёва первого {\displaystyle T_{n}(x)} и второго {\displaystyle U_{n}(x)} типа часто используется для аппроксимации функций.

## Для дальнейшего чтения
- Ismail M. E. H. Classical and Quantum Orthogonal Polynomials in One Variable (англ.). — Cambridge: Cambridge University Press, 2005. — ISBN 0-521-78201-5.
- Vilmos Totik[англ.]. Orthogonal Polynomials (англ.) // Surveys in Approximation Theory. — 2005. — Vol. 1. — P. 70—125.
- Бейтмен Г., Эрдейи А. . Функции Бесселя, функции параболического цилиндра, ортогональные многочлены // Высшие трансцендентные функции. Т. 2. / Пер. с англ. Н. Я. Виленкина. — М.: Наука, 1966. — 296 с.